# 斯利皮霍洛萊克 (紐約州格林縣)
斯利皮霍洛萊克（英語：Sleepy Hollow Lake）是位於美國紐約州格林縣的普查規定居民點。

## 人口
根據2020年美國人口普查的數據，斯利皮霍洛萊克的面積為5.00平方千米，當中陸地面積為4.97平方千米，而水域面積為0.03平方千米。當地共有人口1153人，而人口密度為每平方千米230.6人。